# Guerre de Succession de Gueldre
Pour les articles homonymes, voir Guerre de Succession.
La guerre de succession de Gueldre déchira le duché de Gueldre de 1371 à 1379.
Elle débute à la mort sans enfants du duc Renaud III de Gueldre, survenue le 4 décembre 1371. Son frère Édouard était également mort à la bataille de Baesweiler plus tôt dans l'année sans descendance . Les héritières des deux ducs étaient leurs demi-sœurs, Mathilde (1325 † 1384), mariée à Jean II de Châtillon († 1381), comte de Blois, et Marie († 1405), mariée à Guillaume VI († 1393), duc de Juliers, et mère de Guillaume au nom duquel elle revendiquait le trône ducal.
À cette lutte se superposaient deux factions de la Gueldre, les Heeckerens et les Bronckhorsters.
Les Heeckerens, dirigés par Frederik van Heeckeren van der Eze (1320-1386), soutenaient Mathilde, tandis que les Bronckhorsters, dirigés par Gijsbert V van Bronckhorst (1328-1356), soutenaient le jeune prétendant Guillaume.
La guerre a duré huit ans, Marie et ses partisans en sont sortis victorieux, et le fils de Marie, Guillaume, est devenu duc.